# The Show (canção de Girls Aloud)
"The Show" (em português: O Show) é o título do quinto single do grupo pop britânico Girls Aloud, e o segundo do seu segundo álbum de estúdio, What Will the Neighbours Say?. O single foi lançado no Reino Unido em 28 de junho de 2004 pela gravadora Polydor Records.

## Lançamento e recepção
"The Show" mostrou um novo olhar das garotas para o pop. Antes de sua estréia, houve uma campanha promocional mostrando cinco cadeiras vazias, cada uma com o nome de uma das garotas. Mais tarde, as mesmas cadeiras estavam na capa do single da música, com cada garota sentada em sua respectiva cadeira. "The Show" foi lançado no formato 3" pocket CD algumas semanas após seu lançamento oficial. Esta versão limitada era uma espécie de teste, que posteriormente foi abolido pela Universal Records.
O single chegou ao top 3 no UK Singles Chart, estreando em segundo lugar. Não foi lançado nenhum b-side com o single, apenas remixes e uma entrevista chamada "The After Show".

## Videoclipe
O vídeo para "The Show" foi dirigido por Trudy Bellinger, e se passa em um salão de beleza chamado "Curls Allowed". Cada garota interpreta um personagem que trabalha no salão, tratando de diversos homens.
Nicola é Chelsea Tanner, que cuida do bronzeamento artificial, deixando frases escritas no corpo dos clientes. Nadine é Frenchie, encarregada dos cuidados faciais dos homens. Sarah é Supa Styler, uma cabeleireira que acaba com o cabelo de seus clientes, Cheryl é Maxi Wax, uma depiladora que torna o processo o mais doloroso possível para os clientes, e Kimberley é The Boss, que parece ter sua vingança pessoal cumprida com a clientela masculina do salão.

## Faixas e formatos
Esses são os principais formatos lançados do single de "Jump":
UK CD1
1. "The Show" - 3:36
2. "Jump" (Flip 'n' Fill Remix) - 6:15

UK CD2
1. "The Show" - 3:36
2. "The Show" (Gravitas Club Mix) - 6:50
3. "The After Show" (Entrevista) - 5:30
4. "The Show" (Video) - 3:38
5. "The Show" (Karaoke) - 3:38
6. "The Show" (Jogo)

UK CD3
1. "The Show" - 3:36
2. "Jump" (Flip 'n' Fill Remix) - 6:15
3. "The Show" (Ringtone)

### Versões
Essas são as versões oficiais e remixes realizados em suas respectivas tracklists:
| Versão                | Onde foi lançado                                                           |
| --------------------- | -------------------------------------------------------------------------- |
| Album Version         | "The Show" single, What Will the Neighbours Say?, The Sound of Girls Aloud |
| Flip 'n' Fill Remix   | "Love Machine" single                                                      |
| Tony Lamezma Club Mix | "Biology" single, Mixed Up                                                 |
| Video                 | "The Show" single, Girls on Film (DVD)                                     |

## Desempenho nas paradas
"The Show" foi lançado na Austrália em 3 de junho de 2006, como o segundo single da versão australiana do álbum Chemistry, tendo "Biology" como o primeiro single. "The Show" não foi bem no airplay, e recebeu pouca atenção por parte da mídia. Estreou em 67º lugar no ARIA Charts, a parada de singles australiana, sendo a pior estréia da semana, mas o videoclipe ajudou consideravelmente o single a se reposicionar.
No Reino Unido, o single teve um bom desempenho, estreando em 2° lugar, enquanto na Irlanda, chegou a alcançar o 5° lugar.

### Posição nas Paradas
| Parada (2004/2006)             | Posição |
| ------------------------------ | ------- |
| Austrália - ARIA Singles Chart | 67      |
| Grécia - Singles Chart         | 1       |
| Irlanda - IRMA Charts          | 5       |
| Polónia - Top 40               | 17      |
| Reino Unido - Singles Chart    | 2       |